# Angry Anderson

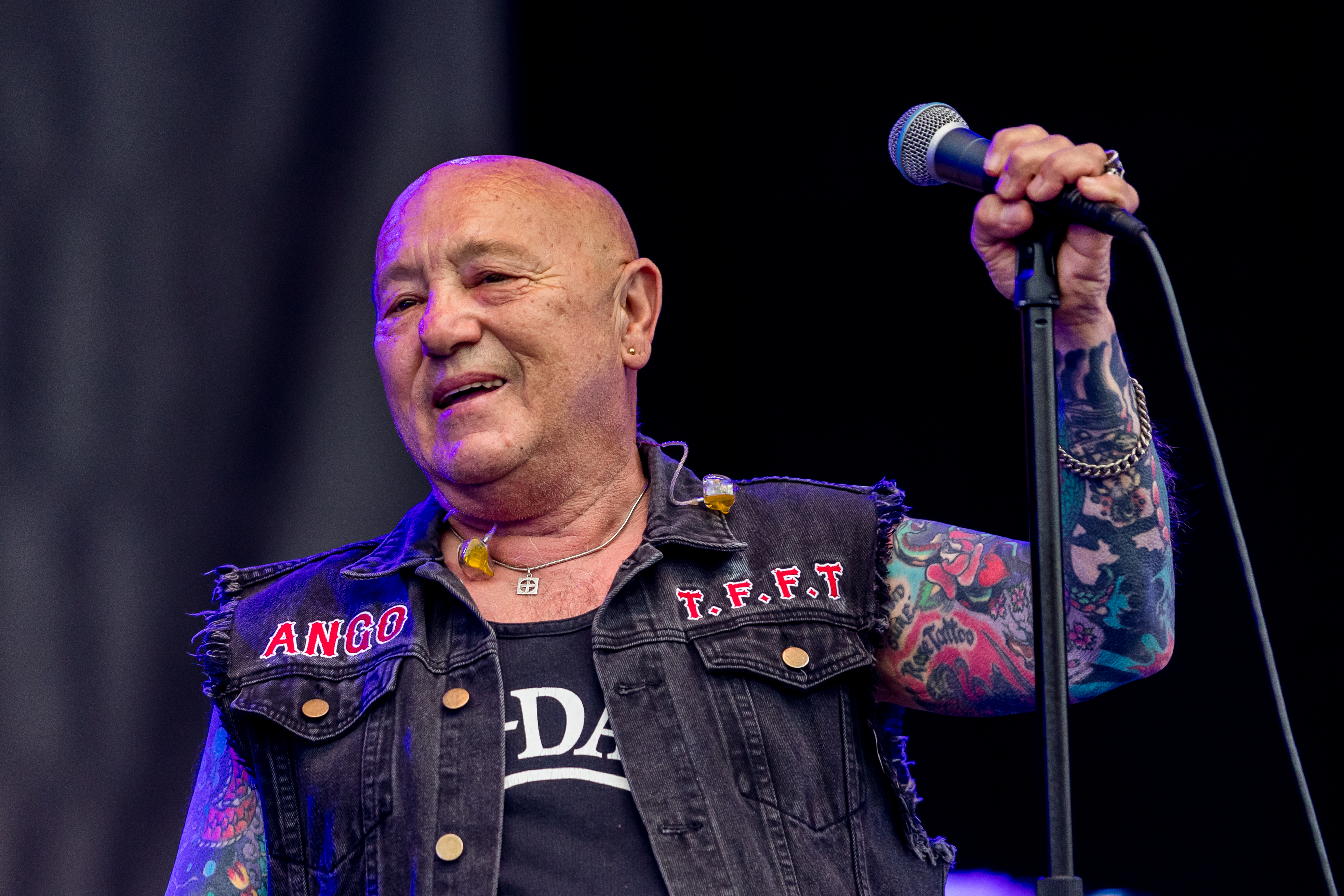
Anderson mit Rose Tattoo auf dem Wacken Open Air 2022

Gary Stephen „Angry“ Anderson AM (* 5. August 1947 in Melbourne) ist ein australischer Rocksänger und Schauspieler. 

## Biografie
Angry Anderson wurde in den 1970er Jahren als Sänger der Rockband Rose Tattoo bekannt, mit der er auch heute noch Tourneen bestreitet und Alben veröffentlicht. Charakteristisch für ihn sind seine bluesige, kraftvolle Stimme und sein kahl rasierter Kopf. 1985 war er im dritten Teil der Mad-Max-Reihe als Handlanger von Tina Turner zu sehen. Mit der Ballade Suddenly aus der Seifenoper Nachbarn erreichte Anderson 1987 Platz 3 in den britischen Charts. 1992 spielte Anderson in der australischen Aufführung des Rock-Musicals Jesus Christ Superstar den König Herodes. 
Zu Beginn des 21. Jahrhunderts nahm Anderson – entgegen seinem Image als „Böser Junge“ – an einigen Wohltätigkeitsveranstaltungen wie z. B. dem Bali-Relief-Konzert zugunsten der Opfer des Anschlags von Bali teil. Anderson ist Träger des Order of Australia, eines von Elisabeth II. eingeführten Ordens für besondere Verdienste.

## Diskografie

### Alben
- 1987: Beats from a Single Drum (mit Rose Tattoo)
- 1989: Angry Metal (Rose Tattoo feat. Angry Anderson) (Kompilation)
- 1990: Blood from Stone (als Angry)
- 2002: Angry Anderson & Pete Wells & the Damn Fine Band (mit Peter Wells)

### Singles
- 1987: Suddenly (The Wedding Theme from Neighbours)
- 1988: Get It Right
- 1988: You’re Not Alone (The Official Olympic Team Song) (mit Australian Olympians)
- 1989: Calling
- 1990: Bound for Glory

## Filmografie (Auswahl)
- 1984: At Last … Bullamakanka: The Motion Picture
- 1985: Mad Max – Jenseits der Donnerkuppel (Mad Max Beyond Thunderdome)
- 1987: Scuff the Sock (Fernsehfilm)
- 2001–2005: Pizza (Fernsehserie, 4 Folgen)
- 2002: Finding Joy
- 2003: Fat Pizza
- 2005: Method of Entry
- 2008–2011: Swift and Shift Couriers (Fernsehserie, 17 Folgen)
- 2011–2013: Housos (Fernsehserie, 10 Folgen)
- 2015: Dumb Criminals: The Movie